# 子夜歌
子夜歌为中国古代的一类诗歌，属于民歌，传统观点认为是晋代的一位名为子夜的女子所作，而近年来人们倾向于认为子夜歌为吴地女子共同传唱的一组恋歌，而非由“子夜”一人所作。在南朝民歌中，有多组以“子夜”为题的流行歌曲，多见于宋朝郭茂倩所编撰的《乐府诗集·清商曲辞》中。在《乐府诗集》收录的南朝民歌中，除一组《子夜歌四十二首》外，还有多组《子夜四时歌》（包括《子夜春歌》、《子夜夏歌》、《子夜秋歌》、《子夜冬歌》），以及《大子夜歌》、《子夜警歌》、《子夜变歌》等变曲。
子夜歌以女性的视角叙述，表现了魏晋时女性典型的爱情历程。当时民歌《大子夜歌》评价其为明转、天然、清新。其独特的表达在诗歌发展历程中也有着重要的意义。

## 特点

### 语言
子夜歌的语言特点为清丽婉转。《大子夜歌》中说道：“歌谣数百种，子夜最可怜。慷慨吐清音，明转出天然。”在称谓词方面，“欢”“侬”“郎”“我”等带有江南水乡气息的代词频繁出现在子夜歌中。口语化的表达也经常出现，使得子夜歌的语言显得活泼、富有生活气息。

### 结构
子夜歌的体制短小精悍。子夜歌四十二首均为五言四句，这不同于以往的杂言诗歌。组歌的形式也是子夜歌的一大特色，这在《子夜四时歌》中表现得尤为明显。子夜歌作为民歌，在传唱的过程中还出现了一些固定的套句，这些套句使得子夜歌便于传唱，也使得读者可以更直接地进入文本，感受诗歌的情感。

### 手法
子夜歌常用双关与谐语，双关如“何悟不成匹”表面指布匹，亦双关作男女匹配成双，谐语如以“蚕丝”之“丝”表达“思念”之“思”、以“莲子”之“莲”表达“怜爱”之“怜”等。暗喻也是子夜歌常用的手法，在子夜歌中，常常有“上句暗喻，下句点明寓意”的模式。

## 内容

### 子夜歌（四十二首）
此组子夜歌除了最后两首格调不同外，为主题集中的爱情诗，表现女子的内心独白。以穿插的手法将“相爱—情变—离弃”的爱情历程写入其中。其中第一到十二首表现女子开始相爱时的甜蜜情境：“落日出前门，瞻瞩见子度。冶容多姿鬓，芳香已盈路”（一）；“芳是香所为，冶容不敢当。天不夺人愿，故使侬见郎”（二）。第十三首到第二十八首的主题为情变，表现女子的疑虑与纠结：“揽枕北窗卧，郎来就侬嬉。小喜多唐突，相怜能几时？”（十三）。第二十九至四十首表现的主题为离弃，然而虽然遭到情郎的离弃，少女仍旧痴情：“侬作北辰星，千年无转移。欢行白日心，朝东暮还西”（三十六）。

### 子夜四时歌
子夜四时歌分为春歌、夏歌、秋歌与冬歌，分别描述不同季节的景色以抒发不同的情感。春、夏、秋、冬可分别对应赞、欢、哀、悲的情感，春夏多欢快、缠绵，秋冬多哀婉、凄清。